# Supercoppa spagnola 2024 (pallavolo maschile)
La Supercoppa spagnola 2024, 27ª edizione della Supercoppa nazionale maschile di pallavolo, si è svolta il 28 settembre 2024: al torneo hanno partecipato due squadre di club spagnole e la vittoria finale è andata per la quarta volta, la seconda consecutiva, al Guaguas.

## Regolamento
La formula ha previsto una gara unica.

## Squadre partecipanti
| Squadra | Qualificazione                                              |
| ------- | ----------------------------------------------------------- |
| Almería | Finale Coppa del Re 2023-24                                 |
| Guaguas | Vincitrice Coppa del Re 2023-24/Superliga Masculina 2023-24 |

## Torneo
| 28 settembre 2024 Gran Canaria Arena, Las Palmas Durata: 1h:21 - Spettatori: 2 700 | Guaguas | 3 - 0 | Almería | 25-18, 25-18, 25-10 |